# 대구 동화사 사명당 유정 진영
대구 동화사 사명당 유정 진영(大邱 桐華寺 泗溟堂 惟政 眞影)은 대한민국 대구광역시 동구, 동화사에 있는 조선시대의 탱화도이다. 2006년 12월 29일 대한민국의 보물 제1505호로 지정되었다.

## 개요
등받이가 높다란 의자에 우향하여 앉아 있는 좌안칠분면(左顔七分面)의 의좌상(椅坐像)으로 신발을 벗은 채 의자에 발을 올려 결가부좌하고 앉아 손에는 불자(拂子)를 들고 있다. 가는 선으로 윤곽을 짓고 이목구비를 표현하여 백묘법(白描法)을 보여주는 얼굴은 적당히 크고 길죽한 타원형으로 온화한 모습이나, 머리를 뒤로 약간 젖혀 내려보는 듯 한 날카로운 눈매를 하여 의승병 대장으로서의 기상이 넘쳐난다. 건장한 어깨와 가슴 아래까지 길게 내려온 턱수염은 승병대장다운 기백을 강조해주는데, 다른 사명당 영정들에 비해 길어진 수염이 특징적이다.
기품 있으면서도 은은한 회백색의 색채와 간결하고 유려한 필선이 사용된 장삼, 섬세하고 화려한 무늬를 나타낸 선홍색 가사의 조화는 바르고 단정한 사명당의 승려로서의 품위는 물론 승병대장으로서의 권위를 잘 나타내주고 있다 하겠다. 좌측 하단의 묵서명에 “가경원년병진(嘉慶元年丙辰)이란 연호가 있어 1610년 입적한 이후 늦어도 1796년에는 조성되었을 것으로 추정된다. 국내에 전해오는 10여점의 사명당 진영 가운데 가장 빼어 난 자료이다.

## 같이 보기
- 유정

## 참고 자료
- 대구 동화사 사명당 유정 진영 - 국가유산청 국가유산포털